# Myopa tessellatipennis
Myopa tessellatipennis är en tvåvingeart som beskrevs av Victor Ivanovitsch Motschulsky 1859. Myopa tessellatipennis ingår i släktet Myopa och familjen stekelflugor. Arten är reproducerande i Sverige. Inga underarter finns listade i Catalogue of Life.